# Nomovok
Nomovok Ltd. (ノモボク)は、フィンランドのヘルシンキに本社を置くソフトウェア会社。

## 概要
2001年5月フィンランドにて創業。組み込み機器向けオープンソースソフトウェア技術に特化し、創業当初は携帯電話開発を事業の主軸としていた。
現在は、携帯電話以外にも車載システム、医療機器、ホテルサービスの開発を行っている。

## 拠点
- フィンランド - ヘルシンキ、タンペレ
- 日本 - 東京
- 中国 - 北京

## 日本における事業展開
日本法人は2004年4月設立の株式会社ノモボク。

## 主な製品
- Steelrat - Linuxベースの組み込み機器向けOS
- Steelgraph - グラフィックシステム
- Steelconf - ビルドコンフィグレーション、マネージメントシステム
- Steelbench - ソフトウェアテスティングスイート
- WRATH - UIレンダリングエンジン
- WRATH Webkit - ブラウザウェブキット
- Nomovok Analytics - ウェブトラフィック分析システム
- ZCOCO - リソース管理、プロジェクト管理システム